# Leri Abuladze
Leri Abuladze (gruz. ლერი აბულაძე; ur. 19 stycznia 1999) – gruziński zapaśnik walczący w stylu klasycznym. Mistrz świata w 2023, drugi w 2021 i 2022. Złoty medalista mistrzostw Europy w 2022 i 2023; brązowy w 2021. Trzeci w Pucharze Świata w 2022 roku. 
Mistrz świata U-23 w 2021. Trzeci na ME U-23 w 2018. Wicemistrz świata juniorów w 2019. Mistrz Europy juniorów w 2017, drugi w 2019 i trzeci w 2018. Mistrz świata kadetów w 2016 i drugi w 2014. Mistrz Europy kadetów w 2015 i trzeci w 2016 roku.